# Atlantisch orkaanseizoen 1995
Het Atlantisch orkaanseizoen 1995 duurde van 1 juni 1995 tot 30 november 1995. Samen met het seizoen 1887 en het seizoen 2010 was 1995 het op twee na actiefste seizoen. Alleen het seizoen 1933 en het seizoen 2005 waren actiever. Het seizoen 1995 was dus een hyperactief seizoen. Het was ook het actiefste seizoen in 62 jaar.
Het seizoen 1995 bracht ook op twee seizoenen na de meeste orkanen voort achter seizoen 1969 en seizoen 2005. Het seizoen bracht 21 tropische cyclonen voort, van deze 21 werden er 19 gepromoveerd tot tropische storm en kregen een naam. Van deze 19 tropische stormen promoveerden er 11 tot orkaan. Van de 11 orkanen werden er 5 een majeure orkaan, dat wil zeggen een orkaan van de derde categorie en hoger.

## Cyclonen

### Orkaan Allison
Op 28 mei trok een tropische onweersstoring over de Bovenwindse Eilanden de Caraïbische Zee binnen. Deze ging gepaard met een cyclonale circulatie in de middelste lagen van de atmosfeer. De convectie organiseerde zich zodanig, als het systeem westwaarts trok, dat op 2 juni er sprake was van een depressie, die op 3 juni, gelegen 420 km ten oosten van Belize aan alle criteria voldeed, om door te gaan als tropische depressie 1. De depressie trok naar het noordnoordwesten en werd dezelfde dag gepromoveerd tot tropische storm Allison. Allison won snel in kracht en bereikte op 4 juni minimale orkaan status met windsnelheden van 120 km/uur en een druk van 987 mbar, aan het noordelijke uiteinde van de Straat Yucatan. Daarna zwakte de storm iets af, om later naar het noordoosten te draaien en te degraderen tot tropische storm, voor hij op 5 juni landde in Alligator Point, Florida en kort daarop nogmaals, na zeer kort weer boven de Golf van Mexico te zijn geweest in Saint Marks, Florida. De volgende dag degradeerde Allison tot tropische depressie boven Georgia en een paar uur later werd Allison een extratropische storm, toen hij samenvloeide met een warmtefront. De extratropische Allisson bracht stormachtige winden over de gehele Amerikaanse oostkust en verdween op 11 juni boven West-Groenland benoorden de poolcirkel. Allison eiste 3 mensenlevens en veroorzaakte $2.000.000,- aan schade.

### Tropische storm Barry
Tropische depressie 2 kwam op 6 juli voort uit een zwak, frontaal lagedrukgebied, dat de dag daarvoor halverwege Bermuda en South Carolina was ontstaan en wiens fronten waren vervaagd; de bewolking en buien waren door de convectie van de fronten losgekomen en lagen nu rong het centrum. Tropische depressie 2 kwam niet veel van haar plaats en werd door stroming in de atmosfeer gehinderd in het verder organiseren van de convectie. Toen de depressie naar het noordnoordoosten bewoog, werd de stroming minder en promoveerde tropische depressie 2 tot tropische storm Barry op 7 juli en bereikte toen ook zijn hoogtepunt met windsnelheden van 110 km/uur en een minimale druk van 998 mbar. Daarna kwam Barry boven koeler water en begon steeds minder convectie te vertonen en verzwakte, hoewel de druk in zijn kern daalde. Toch behield Barry zijn warme kern en daarmee tropische status, tot hij landde in het oosten van Nova Scotia op 9 juli. Echter spoedig daarna verloor hij zijn tropische kenmerken.

### Tropische storm Chantal
Op 5 juli vertrok een Afrikaanse onweersstoring naar het westen, die spoedig circulatie in de lagere delen van de atmosfeer vertoonde. Het duurde tot 12 juli, voordat er ten oosten van de Bovenwindse Eilanden sprake was tropische depressie 3. Tropische depressie 3 trok naar het noordwesten en hoewel er een sterke westelijke stroming in de atmosfeer stond, promoveerde zij toch op 14 juli tot tropische storm Chantal. Chantal bedreigde de zuidoostelijke Bahama's, maar draaide op 16 en 17 juli naar het noorden. Toen bereikte Chantal haar hoogtepunt met windsnelheden tot 110 km/uur en een minimale druk van 991 mbar op 17 juli. Zij passeerde ver ten westen Bermuda en trok weg naar het noordoosten. Op 20 juli verloor zij ten westen van Ierland haar tropische kenmerken.

### Tropische storm Dean
In een stationair gelegen trog van lage druk ontwikkelde zich op 27 juli een cyclonale circulatie aan de grond. De satellietbeelden toonden geen tekenen van organisatie van de aanwezige buien, maar toen aanwijzingen evident werden, dat de uitstoot van het systeem zich ontwikkelde, werd het systeem gepromoveerd tot tropische depressie 4 op 28 juli op 550 km ten zuidoosten van New Orleans. Tropische depressie 4 trok naar het westnoordwesten, aanvankelijk zonder enige verandering in intensiteit. Op 30 juli, op 110 km van de Texaanse kust, zakte de druk naar 999 mbar en de windsnelheid nam toe tot 75 km/uur, zodat de depressie promoveerde tot tropische storm Dean. Dean landde een paar uur later op 31 juli nabij Freeport, Texas. Daarna degradeerde Dean snel tot tropische depressie. Boven Texas bleef Dean 36 uur stationair liggen, waardoor hij veel regenval bracht, voordat hij op 3 augustus door een front werd opgenomen. Dean eiste geen slachtoffers, maar de schade als gevolg van de zware regenval bedroeg $500.000,-

### Orkaan Erin
Op 22 juli trok een omvangrijke tropische onweersstoring van de Afrikaanse kust westwaarts. Het systeem bezat 2 cyclonale kernen: één in het noordwesten, de ander in het zuidoosten. Om beide centra organiseerde zich convectie, maar omdat de circulatie niet gesloten was, was er nog geen sprake van een tropische depressie of storm, hoewel het systeem stormachtige winden genereerde. De ontwikkeling werd gedwarsboomd door een lagedrukgebied op grote hoogte boven Florida, die een sterke zuidwestelijke stroming gaf boven het systeem en het mee zou voeren over de Bahama's en over het midden van Florida. De tropische onweersstoring brak nu in tweeën; de noordoostelijke kern zou orkaan Erin worden en trok naar het noordwesten en de zuidelijke kern trok verder westwaarts en werd tropische depressie 6. Een verkenningsvliegtuig, een zogenaamde hurricane hunter, trof op 31 juli het systeem aan met volledige tropische kenmerken en windsnelheden tot 75 km/uur. Daarmee werd het systeem meteen gepromoveerd tot de tropische storm Erin.
Toen de stroming in de atmosfeer afnam, won Erin gestaag aan kracht, terwijl hij door de Bahama's trok. Later op 31 juli werd Erin een orkaan nabij Rum Cay in de Bahama's. Op 2 augustus landde Erin nabij Vero Beach, Florida. In het noordoostelijke kwadrant werden windsnelheden gemeten tot 158 km/uur, een orkaan van de tweede categorie. Boven het schiereiland verzwakte Erin tot tropische storm en kwam op 3 augustus weer boven de Golf van Mexico. Daar bereikte Erin opnieuw orkaankracht en landde dezelfde dag voor de tweede keer in het uiterste noordwesten van Florida nabij Pensacola Beach. Boven Mississippi werd Erin een tropische storm en daarna een tropische depressie op 4 augustus en draaide bij naar het noorden en noordoosten, en werd ten slotte boven West Virginia op 6 augustus door een front opgenomen. Erin verdronk 6 mensen in de Golf van Mexico en richtte $700.000.000,- schade aan.

### Tropische depressie 6
De zuidelijke kern van de tropische onweersstoring, die ook Erin had voortgebracht, trok verder westwaarts door de Caraïbische Zee en over het schiereiland Yucatán en kwam zo op 4 augustus boven de Golf van Campeche terecht. Anders dan zijn broertje, dat Erin werd, was de convectie en circulatie, die de zuidelijk kern omringde veel minder uitgesproken. Pas boven de Golf van Campeche werden de omstandigheden door goede uitstoot zeer gunstig. Op 5 augustus werd het systeem tot tropische depressie 6 gepromoveerd en tropische depressie 6 was bijna een tropische storm toen zij op 6 augustus landde tussen Tampico en Tuxpan in de staat Veracruz. Tropische depressie 6 liep zich spoedig stuk op de Oostelijke Sierra Madre.

### Orkaan Felix
Op 6 augustus trok een tropische golf van de Afrikaanse kust westwaarts, die snel tot ontwikkeling kwam. Het systeem ontwikkelde een gesloten circulatie en op 8 augustus promoveerde het systeem tot tropische depressie 7 op 720 km ten westzuidwesten van de archipel Kaapverdië. Tropische depressie 7 trok naar het westnoordwesten en promoveerde dezelfde dag tot tropische storm Felix. Felix werd op 11 augustus een orkaan op ongeveer 900 km ten oostnoordoosten van de Bovenwindse Eilanden. Daarna nam Felix snel in kracht toe; op 12 augustus bereikte hij zijn hoogtepunt met windsnelheden tot 222 km/uur en een druk van 929 mbar. Inmiddels was Felix afgebogen naar het noordoosten en noordnoordoosten onder invloed van een trog van lage druk boven het westen van de Atlantische Oceaan. De trog trok naar het zuiden en kwam ten zuidwesten van Felix terecht, waardoor Felix een lus maakte met de wijzers van de klok mee. Felix nam ook gestaag in kracht af, doordat zijn oogrokken zich zo hadden samengetrokken, dat een ruimere oogrok zich vormde, die de oude oogrok afsneed van vocht.
Dit proces, in het Engels Eyewall Replacemt Cycle genoemd, treedt vooral op nadat orkanen majeure status hebben gekregen en verzwakt de storm zolang dit proces niet is afgerond. Bovendien verschoof het hogedrukgebied op grote hoogte van Felix weg, dat tot nu toe boven Felix had gelegen en daardoor zijn uitstroom had bevorderd. Maar nu het niet meer boven Felix lag, gaf het stroming in de atmosfeer, die Felix verzwakte. Op 16 augustus passeerde Felix op 115 km van Bermuda. Hierdoor werd op Bermuda het referendum over de onafhankelijkheid uitgesteld. Dit was historisch gezien ironisch, omdat de eerste bewoners van Bermuda in 1609 opvarenden van een schip waren, dat door een orkaan schipbreuk leed; hetgeen William Shakespeare zou hebben geïnspireerd voor zijn toneelstuk "the Tempest". Felix verzwakte verder door koeler water en het aanzuigen van droge luchtmassa's en degradeerde op 20 augustus tot tropische storm. Felix werd opgepikt door de straalstroom naar het noordoosten en verloor op 22 augustus op 550 km ten oostnoordoosten van Newfoundland.

### Tropische storm Gabrielle
Tropische depressie 8 ontstond op 9 augustus uit een tropische onweersstoring boven het westen van de Golf van Mexico. Tropische depressie 8 trok langzaam naar het westen en werd op 10 augustus tropische storm Gabrielle op 290 km ten oosten van La Pesca in Mexico. Gabrielle won aan kracht, maar was te dichtbij haar landing om tot een orkaan te kunnen uitgroeien. Op 12 augustus landde zij op haar hoogtepunt nabij La Pesca in de staat Tamaulipas met windsnelheden van 110 km/uur en een druk van 988 mbar. Gabrielle eiste geen slachtoffers, de schade, die aan haar werd toegeschreven was niet van betekenis.

### Orkaan Humberto
In augustus vertrokken drie tropische golven van de Afrikaanse kust, de eerste zou uiteindelijk Orkaan Iris worden, de laatste zou tot tropische storm Karen uitgroeien. De middelste was een krachtige tropische onweersstoring, die door stroming in de atmosfeer aanvankelijk niet tot ontwikkeling kwam. Toen de storing verder westwaarts trok, verminderde de stroming en boven warmer water kon de convectie zich rond het centrum organiseren en zich snel ontwikkelen. Op 22 augustus ontstond tropische depressie 9, die 6 uur later werd gepromoveerd tot tropische storm Humberto. De volgende dag werd Humberto een orkaan en bereikte op 24 augustus zijn hoogtepunt met windsnelheden tot 175 km/uur en een druk van 968 mbar, een sterke tweede categorie orkaan. Humberto werd intussen door een trog van lage druk boven de Atlantische Oceaan naar het noorden getrokken. Eerst werd Humberto verzwakt door de uitstoot van Iris. Iris en Humberto waren elkaar zo dicht genaderd, dat zij het Fujiwara-effect vertoonden. Toen Humberto noordoostwaarts trok, weg van Iris, kon Humberto kon even in kracht toenemen, maar degradeerde op 31 augustus tot tropische storm boven koeler water en werd de volgende dag door een ander lagedrukgebied opgenomen.

### Orkaan Iris
De tropische onweersstoring, die voorafging aan de tropische onweersstoring, die uiteindelijk orkaan Humberto zou vormen, trok op 16 augustus van de Afrikaanse kust westwaarts. Het systeem ontwikkelde gaandeweg een gesloten circulatie, maar toen die een feit was op 18 en 19 augustus, was de convectie verdwenen. Daarna kwam de convectie langzaam terug, zodat er op 22 augustus, 12 uur later dan tropische depressie 9, het systeem werd gepromoveerd tot tropische depressie 10 op ongeveer 1100 km van de Bovenwindse Eilanden (Kleine Antillen).
Zes uur later werd tropische depressie 10 gepromoveerd tot tropische storm Iris. Eerst trok Iris naar het westnoordwesten en werd snel een orkaan op 23 augustus. Door het Fujiwara-effect, dat Iris met Humberto op 24 en 25 augustus aanging, die 1350 km naar het oosten lag, koerste Iris naar het westzuidwesten. Boven Puerto Rico lag echter een lagedrukgebied met koude kern op grote hoogte, die Iris een westelijk stroming tegen gaf, die haar koers naar het westen vertraagde, haar convectie onderdrukte en de circulatie verstoorde. Iris verzwakte hierdoor tot een tropische storm. Iris meanderde ten oosten van de Bovenwindse Eilanden, voordat op 27 augustus zij werd opgepikt door een stroming voor een trog van lage druk uit, die haar noordwaarts voerde, langs de Bovenwindse Eilanden.
De omstandigheden werden beter, de stroming verminderde en Iris herwon aan kracht; ten noorden van de Bovenwindse Eilanden werd Iris opnieuw een Orkaan. Op 30 augustus danste Iris opnieuw de Fujiwara, dit keer met Karen. Karen was niet aan Iris gewassen en werd op 3 september opgenomen door Iris. Op 1 september bereikte Iris ten zuidoosten van Bermuda haar hoogtepunt met windsnelheden van 175 km/uur en een minimale druk van 965 mbar. Daarna kreeg Iris te kampen met stroming in de atmosfeer en kouder zeewater; zij degradeerde tot tropische storm op 4 september en verloor 6 uur later haar tropische kenmerken ten zuidoosten van Newfoundland. Haar koers was inmiddels versneld naar het noordoosten en begon aan een tweede leven als extratropische storm. In 48 uur tijd viel haar druk terug van 99 mbar naar 957 mbar en op 7 september teisterde zij Europa met stormwinden van orkaankracht (120 km/uur).

### Tropische storm Jerry
Rond 16 augustus ontwikkelde zich een lagedrukgebied in een tropische onweersstoring boven het midden van de Caraïbische Zee. Dit systeem trok naar het noordnoordwesten en werd aanvankelijk in zijn ontwikkeling gehinderd door de Sierra Maestra, een bergketen in het zuidoosten van Cuba. Ten noordoosten van Cuba, boven de westelijke Bahama's, werden de omstandigheden gunstiger; de depressie begon haar convectie te organiseren en werd op 22 augustus, 6 uur later dan tropische depressie 10 en 18 uur later dan tropische depressie 9, gepromoveerd tot tropische depressie 11. Tropische depressie 11 won gestaag aan kracht en trok naar de kust van Florida en promoveerde op 23 augustus tot tropische storm Jerry. Jerry landde dezelfde dag nabij Jupiter, Florida als zeer zwakke tropische storm. Jerry trok het schiereiland over en degradeerde op 24 augustus tot tropische depressie. Jerry kwam boven het uiterste noordoosten van de Golf van Mexico terecht en draaide nu naar het noorden, om opnieuw op 25 augustus in Florida te landen. Jerry bewoog zeer langzaam boven Georgia en South Carolina en vloeide samen met een trog op 28 augustus, waarna het zeer moeilijk, zo niet onmogelijk werd zij van elkaar te ongescheiden. Jerry veroorzaakte overstromingen en zes mensen kwamen daarbij om het leven. De schade die aan Jerry werd toegeschreven bedroeg ongeveer $26.500.000,-

### Tropische storm Karen
De tropische onweersstoring, die op 23 augustus van de Afrikaanse kust westwaarts trok, waaruit Karen zou voortkomen, was de laatste uit de reeks, die ook Iris en Humberto had voortgebracht. Op 24 augustus organiseerde deze storing zich tot tropische depressie 12 ten zuidwesten van Kaapverdië. Haar ontwikkeling werd gehinderd door Humberto, die 1600 km naar het westnoordwesten lag en Iris, die – op dat moment een tropische storm – op 2300 naar het westen lag. Tropische depressie 12 trok naar het westnoordwesten en werd op 28 augustus gepromoveerd tot tropische storm Karen. Nu liep Humberto steeds verder van Karen weg, maar Karen koerste naar het westen richting Iris, die boven het westen van de Atlantische Oceaan treuzelde en daardoor zorgde de uitstoot van Iris voor een noordelijke stroming boven Karen, die Karen verzwakte. Karen onderging door Iris het Fujiwara-effect en haar convectie raakte gedesorganiseerd daar de veel grotere Iris. Karen degradeerde tot tropische depressie op 2 september en werd de volgende dag door Iris opgenomen.

### Orkaan Luis
Op 26 augustus ontwikkelde in een tropische golf met laaghangende bewolking, halverwege de Afrikaanse kust en Kaapverdië, een oppervlakkige circulatie. Het systeem ontwikkelde zich snel tot tropische depressie 13 op 27 augustus nabij Kaapverdië, en daarmee was tropische depressie 13 en Luis, die uit haar voortkwam een cycloon van het Kaapverdische type. Tropische depressie 13 trok verder westwaarts en promoveerde op 29 augustus tot tropische storm Luis. Ten tijde van zijn ontwikkeling, waren er ten westen en noordwesten 3 andere tropische cyclonen actief: Humberto, Iris en Karen. Daardoor ondervond Luis aanvankelijk veel stroming en daardoor varieerde zijn intensiteit. Toen de stroming verdween op 30 augustus verscheen er een oog en werd Luis snel een orkaan. Luis won snel aan kracht, draaide bij naar het westnoordwesten en op 3 september bereikte hij de vierde categorie op ruim 1000 km van de Bovenwindse Eilanden.
Toen Luis de Bovenwindse Eilanden bereikte, boog hij af naar het noordwesten. Luis bereikte zijn hoogtepunt, vlak voordat hij de Bovenwindse Eilanden bereikte, met windsnelheden van 222 km/uur en een minimale druk van 942 mbar. Veel eilanden werden door Luis getroffen. De orkaan landde op 5 september op het eiland Barbuda, echter de eilanden Antigua, Saint-Barthélemy, Anguilla en Sint Maarten werden nog zwaarder getroffen, omdat de zuidelijke oogrok over deze vier eilanden trok met windsnelheden tot 215 km/uur. Bovendien was Luis een omvangrijke orkaan, de oogrok was 90 km dik op het moment toen hij over de Bovenwindse Eilanden trok; dat betekende ook dat het stormveld zo groot was dat ook Nevis, Saint Kitts, Sint Eustatius en de noordelijke Britse Maagdeneilanden te maken kregen met orkaanwinden.
Luis trok verder noordwestwaarts, draaide bij naar het noorden, passeerde als orkaan van de tweede categorie op 9 september Bermuda op 300 km ten westen van het eiland, waar Luis nog tropische stormwinden veroorzaakte. Luis landde op 11 september in Newfoundland nog steeds als orkaan, voordat hij later die dag zijn tropische kenmerken verloor. Luis veroorzaakte grote schade op de Bovenwindse Eilanden; op Sint-Maarten bracht Luis 170 mm regen en vernietigde 60% van alle woningen, hetgeen resulteerde in een schade van $1,8 miljard op Sint-Maarten alleen al. Op Sint-Maarten vielen 9 slachtoffers. Antigua werd op vergelijkbare wijze getroffen, zij het met minder slachtoffers en een lager schadebedrag. In totaal eiste Luis 17 slachtoffers en veroorzaakte $3 à $4 miljard aan schade. In een poging de orkaan te ontlopen, kwam het schip Queen Elizabeth 2 toch in de periferie van Luis terecht en kreeg een spookgolf van 29 voor de boeg.

### Tropische depressie 14
Tropische depressie 14 vormde zich op 9 september ten westen van Kaapverdië uit een tropische onweersstoring, die op 4 september als zwakke tropische golf van de Afrikaanse kust westwaarts trok. Tropische depressie 14 trok naar het noordwesten, maar door de sterke stroming in de atmosfeer werd haar convectie weggeblazen van haar centrum en op 13 september loste deze depressie op boven de Atlantische Oceaan.

### Orkaan Marilyn
Tropische depressie 15 ontwikkelde zich op 12 september ten oosten van de Bovenwindse Eilanden uit een tropische golf, die op 7 september van de Afrikaanse kust westwaarts trok en een oppervlakkige circulatie had ontwikkeld, maar geen convectie bezat. Daarna ging het echter snel; zes uur later, op 13 september promoveerde tropische depressie 15 tot tropische storm Marilyn en een etmaal later tot orkaan Marilyn. Marilyn trok naar het westnoordwesten en trok als orkaan van de eerste categorie op 14 september op 80 km ten noorden van Barbados, ten noorden van Martinique en ten zuidwesten van Guadeloupe passeerde en over Dominica trok. Op 15 september bereikte Marilyn, die inmiddels een sterke tweede categorie orkaan was geworden, de Amerikaanse Maagdeneilanden. De oostelijke oogrok, het gedeelte van de orkaan met de snelste winden tot 176 km/uur trokken over Saint Thomas. Op 16 september bereikte Marilyn haar hoogtepunt ten noorden van Puerto Rico met windsnelheden van 185 km/uur en een minimale druk van 949 mbar.
Daarna verzwakte Marilyn, die naar het noorden was gedraaid, binnen 10 uur naar een orkaan van de eerste categorie door stroming in de atmosfeer, maar ook omdat zij nu over water koerste, dat een paar dagen eerder door Luis was omgeroerd, zodat koeler water naar boven was gekomen. Dit verschijnsel, dat tropische cyclonen verzwakken, als zij in het pad van hun directe voorganger treden, is regelmatig waar te nemen. Er vond nog een korte opleving plaats; Marilyn bereikte opnieuw de tweede categorie en trok op 18 september op 270 km ten westen van Bermuda naar het noordnoordoosten. De westenwinden in de atmosfeer begonnen Marilyn van haar convectie te beroven. Op 21 september verloor Marilyn haar convectie en werd een tropische storm, de volgende dag verloor zij haar tropische kenmerken, maar de extratropische storm bleef nog 10 dagen over de oceaan zwerven, voordat Marilyn werd opgenomen door een front. Acht mensen lieten het leven ten gevolge van Marilyn en zij veroorzaakte een schade ter waarde van $2 miljard.

### Orkaan Noel
Tropische depressie 16 ontstond op 26 augustus op de Atlantische Oceaan, halfweg de Kaapverdische Eilanden en Zuid-Amerika uit een tropische onweersstoring. De depressie trok naar het westen en de omstandigheden waren niet gunstig; een trog in de hogere lagen van de atmosfeer veroorzaakte stroming over de zich ontwikkelde tropische cycloon. Toch promoveerde tropische depressie 16 op 27 september tot tropische storm Noel. Door deze trog werd Noel naar het noorden getrokken en ondanks dat zijn uitstoot werd belemmerd werd hij op 28 september een orkaan. De ongunstige omstandigheden hielden aan en Noel verzwakte tot een tropische storm op 30 september. Op 3 oktober namen de stromingen langzaam af, waardoor Noel gaandeweg aan kracht won. Op 5 oktober werd Noel weer een orkaan. Noel koerste naar het oosten en verzwakte; op 6 oktober degradeerde Noel tot tropische storm, die de volgende dag zijn tropische kenmerken verloor. Op 8 oktober werd de extratropische Noel opgenomen door een koufront.

### Orkaan Opal
Tropische depressie 17 ontstond uit een tropische onweersstoring, die was opgenomen in een breder lagedrukgebied op 27 september voor de kust van Belize. De volgende dagen trok tropische depressie 17 over het schiereiland Yucatán. Weer boven zee promoveerde aan de noordkust van Yucatán tot tropische storm Opal. Daarmee was Opal de eerste tropische cycloon met een naam met de letter O. Opal trok langzaam naar het westzuidwesten de Golf van Campeche binnen, waar zij op 2 oktober promoveerde tot orkaan. Door het dalen van de luchtdruk boven het midden van de Verenigde Staten kon Opal afbuigen naar het noordnoordoosten. De omstandigheden waren zeer gunstig, de temperatuur van het zeewater in de Golf van Mexico was 28°C à 29°C en boven Opal ontwikkelde zich op grote hoogte een hogedrukgebied, dat de uitstoot van Opal bespoedigde. Bovendien trok het oog van Opal zich samen tot 19 km.
Door dit alles kwam Opal op 4 oktober tot haar hoogtepunt met windsnelheden van 240 km/uur en een minimale druk van 916 mbar. Dit is de laagste druk gemeten in een orkaan, die niet de vijfde categorie bereikte. Door het samentrekken van de oogrok, ontstond er een nieuwe, wijdere oogrok, die de oude oogrok van vocht afsneed (Eyewall Replacement Cycle), Daardoor verzwakte Opal toen zij op 4 oktober in Pensacola, Florida landde met windsnelheden van 185 km/uur en een druk, die gestegen was tot 942 mbar. Boven land verzwakte Opal snel; op 5 oktober werd boven het zuiden van Alabama tot tropische storm en zes uur later boven Tennessee tot tropische depressie. Weer zes uur later had Opal haar tropische kenmerken boven het dal van de Ohio. De extratropische overblijfselen van Opal trokken naar het zuidwesten van Quebec. Opal eiste 19 mensenlevens in Mexico, 31 mensenlevens in Guatemala en 9 in de Verenigde Staten. De schade in de Verenigde Staten bedroeg $3 miljard. In het gebied van de Golf van Campeche ontstond 10 dagen later Roxanne, wier schade lastig te onderscheiden was van die van Opal. Schade van beide stormen werd begroot op $1,5 miljard.

### Tropische storm Pablo
Tropische depressie 18 ontstond op 4 oktober op 1000 km ten zuidwesten van Kaapverdië uit een tropische onweersstoring, die de dag daarvoor van de Afrikaanse kust westwaarts trok. Daarmee was tropische depressie 18 en Pablo, die uit haar voortkwam een cycloon van het Kaapverdische type. Op 5 oktober promoveerde tropische depressie 18 tot tropische storm Pablo. De eerste cycloon met een naam met de letter P en samen met Peter in 2003 en Philippe in 2005 de enige drie cyclonen met die letter. Pablo trok verder westwaarts en bereikte op 6 oktober zijn hoogtepunt met windsnelheden tot 95 km/uur en een minimale druk van 994 mbar. Daarna werd Pablo gestaag verzwakt door stroming in de atmosfeer en degradeerde op 8 oktober tot tropische depressie, waarna hij dezelfde dag nog oploste op 240 km ten oostzuidoosten van Barbados.

### Orkaan Roxanne

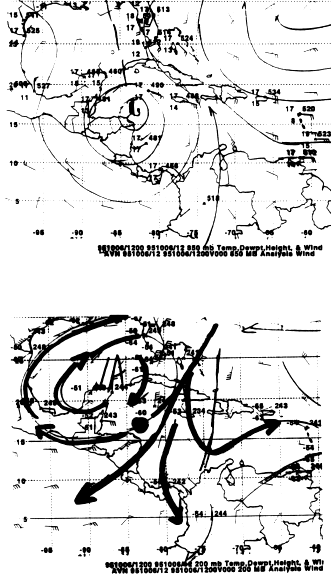
Het bovenste plaatje toont de situatie aan de grond, met het lagedrukgebied (L) dat tropische depressie 19 (TD19) werd met circulatie tegen de wijzers van de klok in. Het onderste plaatje toont de situatie op grote hoogte en hoe het hogedrukgebied (A) de uitstoot (met de wijzers van de klok mee) van TD19 (zwarte stip) bespoedigd.

Op 6 oktober vormde zich boven het westen van de Caraïbische Zee een oppervlakkige cyclonale circulatie. De volgende dag voegde die zich samen met een tropische onweersstoring, die van oost naar west door de Caraïbische Zee trok. Op dat moment bevond er zich op grote hoogte een trog van lage druk boven de Windward Passage en een hogedrukgebied ten westen daarvan. Deze twee systemen zorgden ervoor, dat boven het gebied waar tropische depressie 19 ontstond, de winden op grote hoogte uiteen waaiden, wat de uitstoot zeer ten goede kwam.
Op 7 oktober ontstond zo tropische depressie 19 voor de kust van Nicaragua. Deze specifieke combinatie is vaker waargenomen bij de vorming van tropische cyclonen in de Caraïbische Zee. Tropische depressie 19 trok naar het westnoordwesten en werd op 9 oktober gepromoveerd tot tropische storm Roxanne ten noorden van Honduras. Roxanne was de eerste en samen met Rita in 2005 de enige tropische cycloon met de letter R. Roxanne won snel aan kracht en bedreigde eerst Cuba, maar koerste dan op Cozumel en Quintana Roo af.

Roxanne werd sterker omdat het voorgenoemde lagedrukgebied op grote hoogte boven de Windward Passage naar het zuidzuidwesten bewoog, zodat nu ook uitstroom van die kwadranten van Roxanne, die eerst niet profiteerde van de trog, nu wel door de ontstane stromingen werden gestimuleerd. ook de koerswijziging was een gevolg van het wandelen van de trog; boven de Windward Passage ontstond nu een hogedrukgebied, dat Roxanne op een westelijke koers bracht. Op 10 oktober promoveerde Roxanne tot orkaan en de noordelijke oogrok trok dezelfde dag over Cozumel. Roxanne landde de volgende dag als orkaan van de derde categorie met windsnelheden van 185 km/uur en een druk van 958 mbar op nabij Tolum in Quintana Roo. Een paar uur eerder had zij haar laagste druk bereikt; 956 mbar bij dezelfde windsnelheid als bij landing. 

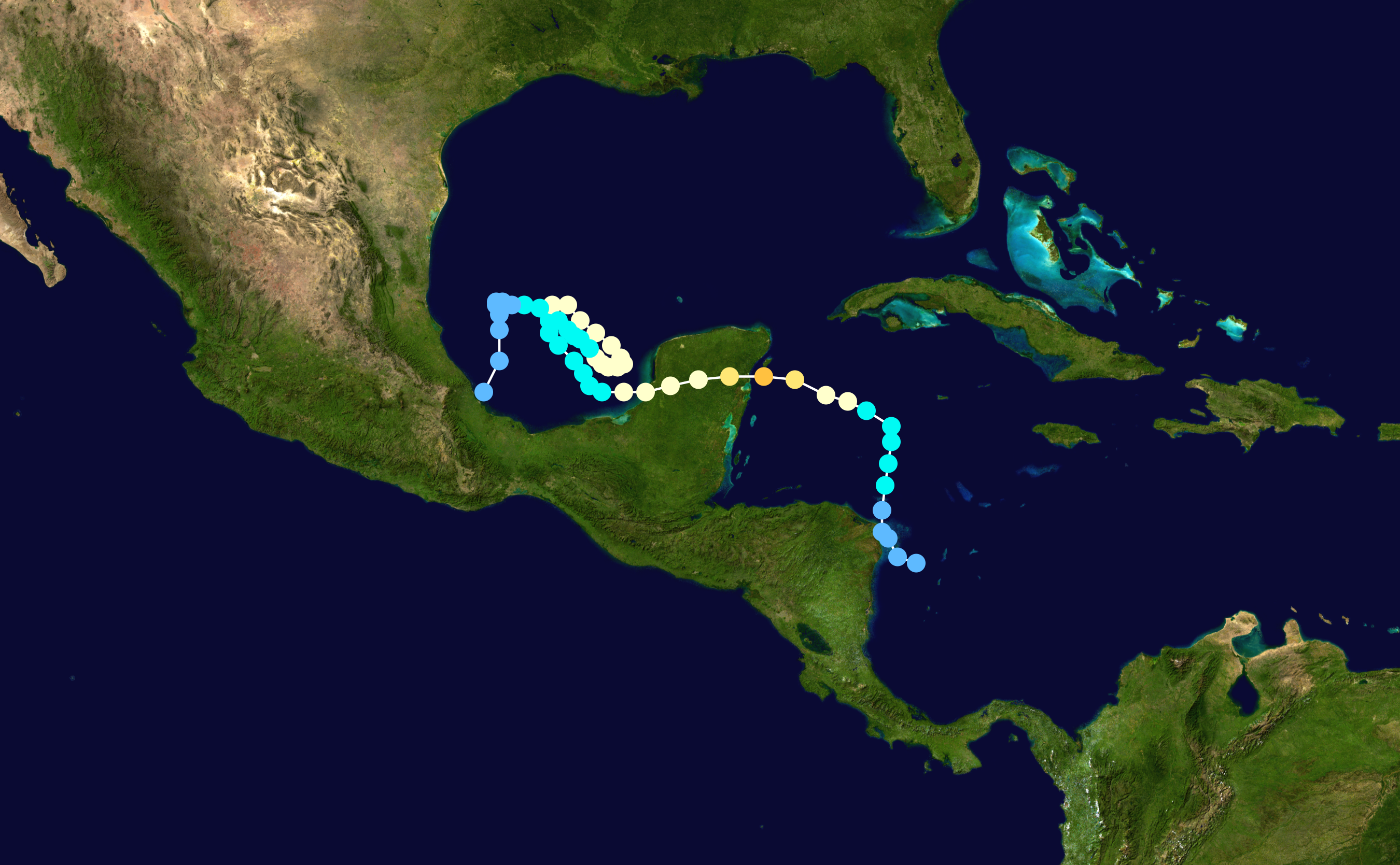
De koers van Roxanne erg grillig. Blauw: tropische depressie, groen: tropische storm, wit: orkaan categorie 1, lichtgeel: categorie 2, donkergeel: categorie 3

Boven het schiereiland Yucatán verzwakte Roxanne enigszins, maar bleef een orkaan. Boven de Golf van Campeche degradeerde Roxanne tot tropische storm. Er stond weinig stroming in de atmosfeer en Roxanne kon zo weer aan kracht winnen, terwijl zij langzaam naar het noordwesten trok. Op 14 oktober wordt zij opnieuw een orkaan, als op dat moment een rug van hoge druk aan haar noordflank haar terug duwt naar het zuidoosten. Aanvankelijk wint zij iets aan kracht, maar dan verzwakt zij gestaag; op 17 oktober degradeert zij tot tropische storm en op 19 oktober tot tropische depressie. Op dat moment was Roxanne weer naar het noordwesten gekoerst, als zij door een sterk koufront naar het zuidoosten richting Veracruz wordt gedreven. Voordat zij die stad bereikte, loste ze op. Roxanne eiste 14 mensenlevens en veroorzaakte veel schade in diverse Mexicaanse staten. Het gebied was tien dagen daarvoor door Opal geteisterd en het was ondoenlijk de schade, die beide stormen hadden veroorzaakt te scheiden. De schade van beide orkanen in dat gebied werd geschat op $1,5 miljard.

### Tropische storm Sebastien
Een tropische onweersstoring trok vanaf 13 oktober van de Afrikaanse kust westwaarts over de Atlantische Oceaan. De onweersbuien bleven aanvankelijk ongeorganiseerd tot 20 oktober als de storing uitgroeit tot een lagedrukgebied op 630 km ten oosten van Barbados. Een paar uur later werd dit lagedrukgebied tropische depressie 20, die op 21 oktober promoveerde tot tropische storm Sebastien. Stan in 2005 en Sebastien zijn de enige twee stormen met de letter S. Door een lagedrukgebied op grote hoogte boven Puerto Rico werd Sebastien naar het noordnoordwesten gedreven. Ook ondervond Sebastien stroming in de atmosfeer, die hem in zijn ontwikkeling belemmerde. Op 23 oktober werd Sebastien meegenomen door de winden aan de oppervlakte in zuidwestelijke richting, dichter bij het lagedrukgebied, dat hem verzwakte. Sebastien degradeerde tot tropische depressie op 24 oktober, terwijl hij de Amerikaanse Maagdeneilanden naderde. Tropische depressie Sebastien landde die dag op Anguilla en loste de volgende dag op.

### Orkaan Tanya
Tropische depressie 21 ontstond op 27 oktober uit een tropische onweersstoring en een gebied met convectie dat van de oostflank van Sebastien afkomstig was. Het lagedrukgebied op grote hoogte, dat Sebastien fataal werd, had op de vorming van tropische depressie 21 een grote invloed. Hierdoor had tropische depressie 21 en later Tanya subtropische kenmerken, zoals een kommavormige spiraal en convectie, die ver buiten het centrum was gelegen. Toch promoveerde tropische depressie 21 dezelfde dag tot tropische storm Tanya. Tanya en Tammy in 2005 zijn de enige twee tropische cyclonen met de letter T. Tanya trok naar het noordoosten onder invloed van het lagedrukgebied op grote hoogte en nam vanaf 28 oktober in kracht toe. Zij manifesteerde meer en meer convectie bij haar centrum en het wolkenpatroon werd symmetrisch, zodat de kommavorm verdween. Tanya kreeg een oog en promoveerde op 29 oktober tot orkaan. Tanya versnelde naar het oostnoordoosten door een trog op haar westflank. Op 31 oktober bereikte zij haar hoogtepunt met windsnelheden van 140 km/uur en een minimale druk van 972 mbar. Op 1 november degradeerde Tanya tot tropische storm en verloor de volgende dag haar tropische kenmerken. Tanya trok als extratropische storm ten noorden van de Azoren naar het noordoosten en werd op 3 november opgenomen door een groter lagedrukgebied. Op de Azoren ontwortelde Tanya bomen en vloerde lantarenpalen. De schade werd beraamd op $5 miljoen.

## Namen
De lijst met namen voor 1995 was dezelfde als die van 1989, met dat verschil, dat Humberto in de plaats van Hugo was gekomen. De Lijst werd opnieuw gebruikt in 2001, met uitzondering van Luis, Opal, Marilyn en Roxanne, die van de lijst werden geschrapt en vervangen werden door Lorenzo, Michelle, Olga en Rebekah. Het seizoen 1995 was samen met de seizoenen 1955 en 2004 recordhouder van het hoogste aantal geschrapte namen. Het seizoen 2005 heeft dit overtroffen. De namen Humberto, Luis, Marilyn, Noel, Opal, Pablo, Roxanne en Tanya werden voor het eerst gebruikt.
| - Allison - Barry - Chantal - Dean - Erin - Felix - Gabrielle | - Humberto - Iris - Jerry - Karen - Luis - Marilyn - Noel | - Opal - Pablo - Roxanne - Sebastien - Tanya - Van (niet gebruikt) - Wendy (niet gebruikt) |